# Кинетический перехват
Кинетический перехват («Зенитное бревно») — американская теория противодействия ракетному удару, которая подразумевает прямое попадание противоракеты в цель. 
В концепции кинетического перехвата ракета не обладает выделенной боевой частью (не несёт заряда взрывчатого вещества или спецбоеголовки), а поражение цели осуществляется исключительно кинетической энергией аппаратного отсека противоракеты. Подобный подход требует точного попадания, а следовательно, высокой маневренности противоракеты и известной с нужной точностью траектории цели — поэтому эти системы предназначены для перехвата баллистических (слабоманеврирующих) целей.

## История разработки
Концепция кинетического перехвата была выдвинута в США после анализа противодействия комплексов "Пэтриот" (Patriot) иракским ракетам Р-11(Скад). Несмотря на большой перерасход ракет (до 28 ракет Patriot на каждую Р-11), существенная часть баллистических ракет (по разным данным, от 52 % до 91 %) так и не была поражена, а поражённые ракеты получали осколочные повреждения двигательных отсеков, несколько отклонялись от цели, но боеголовки оставались полностью функциональными.
Американские инженеры посчитали, что осколки, образующиеся при подрыве ЗУР, обладают слишком малой энергией для поражения прочной боеголовки БР. Хотя ещё в 1961 году советские противоракеты В-1000 с осколочными БЧ успешно уничтожали боеголовки ракет Р-5 и Р-12, а уничтожение боеголовки Р-11 осколочной боеголовкой стандартной войсковой ЗУР было осуществлено российской С-300 в 1995 году). Тем не менее, поражение боеголовки осколками таит в себе актуальную проблему: осколочные повреждения могут вывести боеголовку из строя, но не гарантируют её полного разрушения и могут не сбить с траектории. Также, на радарах противоракетной обороны будет невозможно отличить выведенную из строя (но не разрушенную) вражескую боеголовку от исправной, что потребует дополнительных усилий и расхода противоракет на добивание уже выведенных из строя боеголовок.
В то же время повышение разрешающей способности и точности определения координат современными РЛС дало возможность существенно снизить вероятность промаха по неманеврирующей (баллистической) цели, в результате была предложена[кем?] идея «сбить пулю пулей» — разрушить атакующую боеголовку точным, при помощи ГСН, попаданием противоракеты. В случае удачного перехвата, кинетической энергии столкновения оказывается достаточно для полного уничтожения боеголовки. 
При этом, отсутствует проблема распознавания пораженных, но не уничтоженных полностью боеголовок (а также уцелевших), актуальная для применения на противоракетах осколочных боевых частей. Кинетический перехватчик либо промахивается и боеголовка продолжает полёт к своей цели, либо полностью уничтожает её. Кроме того, при кинетическом перехвате образуется значительно меньше осколков, затрудняющих работу радаров и создающих угрозу для собственных космических аппаратов.

## Комплексы использующие кинетический перехват
- Ground-Based Midcourse Defense
- Patriot-PAC3 — комплекс стоит около 1 млрд долл.[3];
- THAAD — комплекс стоит около 3 млрд долл.[3];
- БИУС Иджис
- Multiple Kill Vehicle